# Sandro Finoglio
Sandro Finoglio (tên khai sinh là Sandro Finocchio Speranza; sinh ngày 3 tháng 1 năm 1973) tại thủ đô Caracas, xứ sở của các người đẹp Venezuela. Anh là một diễn viên, người mẫu, và một người dẫn chương trình truyền hình tại Venezuela. Anh đạt danh hiệu Mister Venezuela vào năm 1997 và trở thành người đầu tiên của Venezuela chiến thắng trong cuộc thi Mister World lần thứ 2 năm 1998.

### Các film mà anh đã tham gia:
- " Ellas, inocentes o culpables " (tại Mexico)
- " Secreto de amor " (tại  Hoa Kỳ, Univisión)
- " Gata Salvaje " (tại  Hoa Kỳ, Univisión)
- " Por Todo lo Alto " (tại Venezuela, RCTV)

Nhờ chiến thắng trong cuộc thi Mister Venezuela 1997 mà Sandro Finoglio mới có thể đại diện cho quê hương đến Troia, Bồ Đào Nha vào năm 1998 để tham gia cuộc thi Mister World và anh đã chiến thắng.